# Nicole Steigenga
Nicole Steigenga, née le 27 janvier 1998 à Sneek, est une coureuse cycliste néerlandaise.

## Biographie

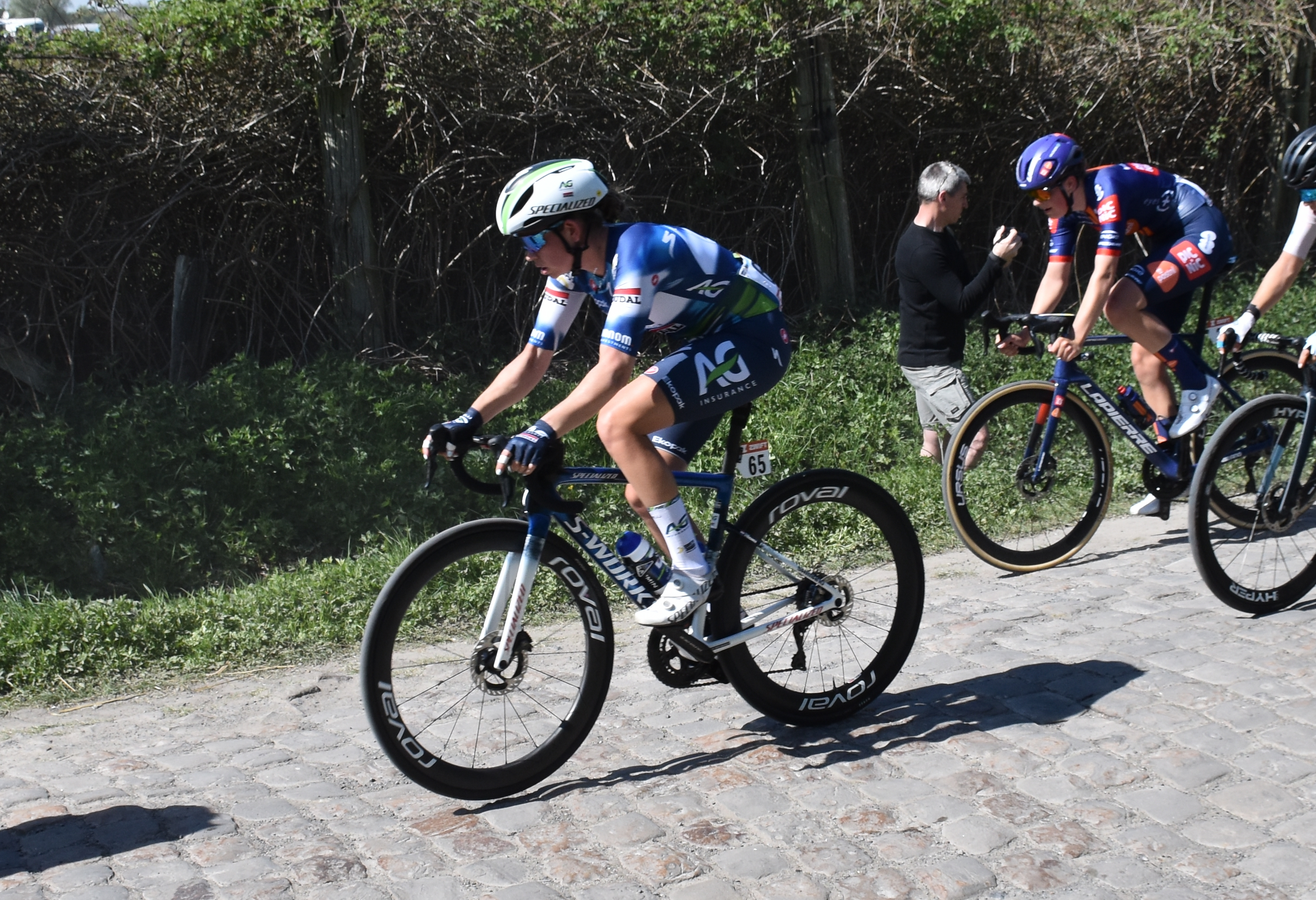
Nicole Steigenga #65 lors de Paris-Roubaix 2025.

Elle se montre très active sur la troisième étape de l'Healthy Ageing Tour 2017. En 2018, sur la troisième étape de la Setmana ciclista valenciana, elle part seule en fin d'étape et s'impose seule,.

## Palmarès sur route

### Palmarès par années
- 2015
  -  Championne des Pays-Bas sur route juniors
- 2018
  - 3e étape de la Semana Ciclista Valenciana
- 2020
  - 4e étape du Dubai Women's Tour
- 2021
  - 3e de Binche-Chimay-Binche
- 2022
  - 2e du Ronde de Mouscron
  - 2e de la Leiedal Koerse
  - 7e de la course en ligne de l'Open de Suède Vårgårda

### Résultats sur les grands tours

#### Tour d'Espagne
1 participation
- 2025 : 83e